# José Gonçalves de Minas
José Gonçalves de Minas is een gemeente in de Braziliaanse deelstaat Minas Gerais. De gemeente telt 4.662 inwoners (schatting 2009).

## Aangrenzende gemeenten
De gemeente grenst aan Berilo, Botumirim, Chapada do Norte, Cristália en Leme do Prado.